# Frederick Fiebig

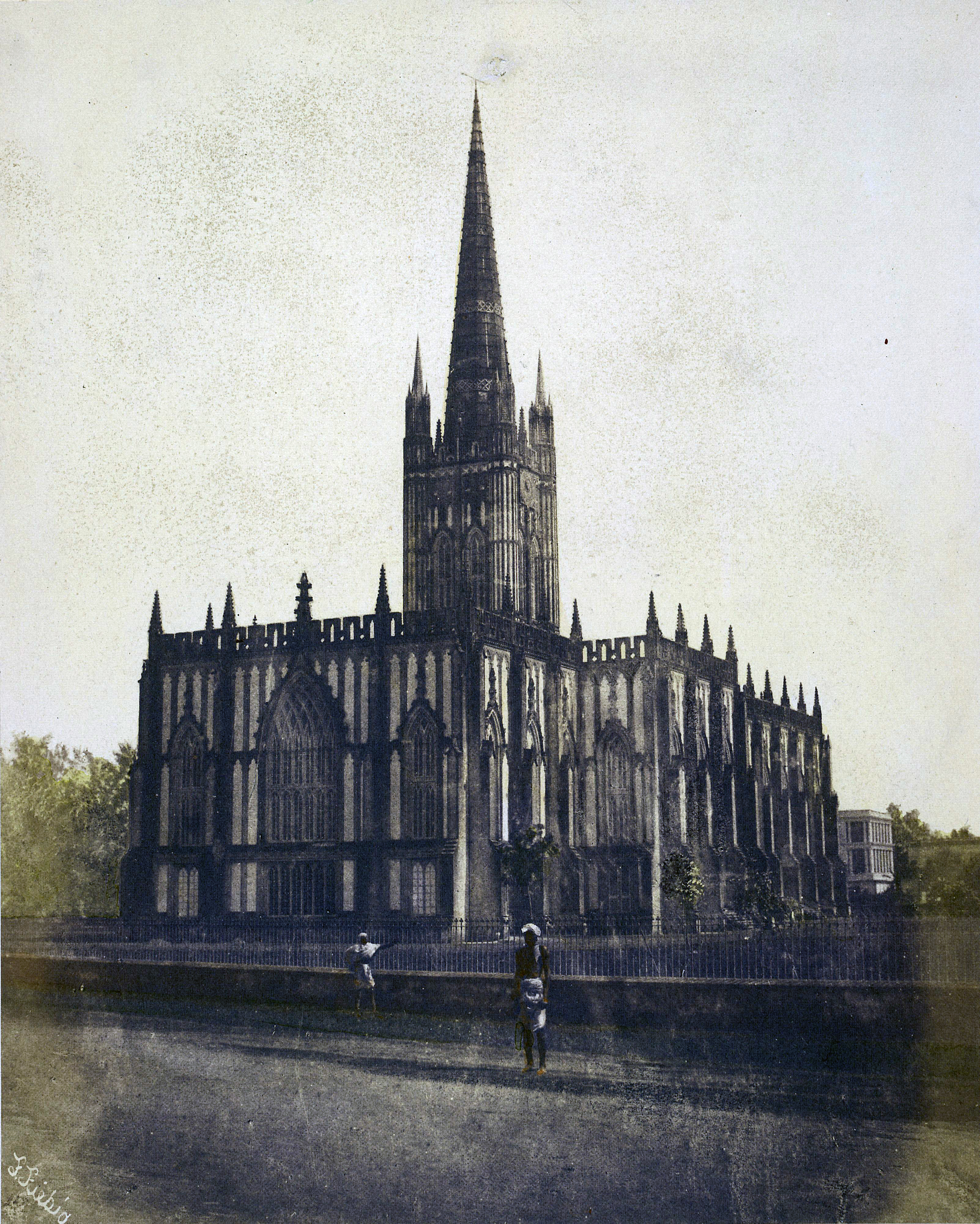
St Paul’s Cathedral, Calcutta, handkolorierte Lithografie von Frederick Fiebig, datiert 1851.

Frederick Fiebig war ein vermutlich aus Deutschland stammender Fotograf, der vor allem durch seine Fotografien in Britisch-Indien, Ceylon, Mauritius und Südafrika aus den 1850er Jahren bekannt ist.

## Biografie
Es gibt nur wenige Informationen über Frederick Fiebig. Er wirkte in den 1840er und 1850er Jahren als Lithograf und Fotograf in Kalkutta und anderen Städten des damaligen Britisch-Indien. Außer einem kurzen Artikel über Fotografie in Madras im Illustrated Indian Journal of Arts, der sich auf seinen Besuch in Madras im Jahr 1852 bezieht, existiert kein weiterer zeitgenössischer Hinweis auf sein fotografisches Werk. Diesem Artikel zufolge fotografierte er später auch in Singapur, Britisch-Birma und China, wofür jedoch keine Beispiele existieren.
Mit dem Aufkommen der Fotografie in Britisch-Indien in den 1840er Jahren begann Fiebig mit der Herstellung von handkolorierten Lithografien von Fotografien, die im Kalotypie-Verfahren aufgenommen wurden. Seine Fotografien von Kalkutta sind die frühesten ausführlichen Bilddokumente der Stadt. Weiterhin reiste er nach Madras, Colombo und Kandy im damaligen Ceylon sowie nach Mauritius und Kapstadt und dokumentierte Baudenkmäler und Menschen in seiner Umgebung. Dabei beschränkte er sich nicht nur auf Ansichten von britischen Bauwerken, sondern fotografierte auch Ansichten von kolonialen Siedlungen anderer Länder sowie einheimische Stadtviertel, Moscheen und Tempel.
Im Anschluss an seine Reise nach Südindien im Jahr 1852 machte er Fotos in den größeren Städten und Landschaften im damaligen Ceylon. Sie gelten als die frühesten erhaltenen Fotografien der Insel im 19. Jahrhundert. Seine Bilder lassen vermuten, dass er in Galle, dem damaligen Haupthafen, Colombo und Kandy fotografierte. Diese Ansichten von architektonischen Denkmälern, Landschaften, Kaffeeplantagen und Porträts von damals üblichen „einheimischen Typen“ wurden zu bekannten Themen für nachfolgende Generationen von Werbefotografen auf der Insel.
Die East India Company erwarb 1856 etwa 500 seiner handkolorierten Lithografien von Salzpapierabzügen, die heute Teil der Sammlungen des Oriental and India Office der British Library sind.

## Rezeption
Fiebigs Fotografie eines Prozessionswagens des Jagannatha in Madras wurde Ende 2004 in der Ausstellung In the Realm of Gods and Kings: Arts of India, Selections from the Polsky Collections and The Metropolitan Museum of Art gezeigt. Das Metropolitan Museum of Art besitzt daneben auch eine Abbildung des Gunpowder Agent’s Bungalow in Ishapore, Indien, von Fiebig aus dem Jahr 1858. Außerdem wurden Lithografien und Fotografien aus seinem Werk von Auktionshäusern wie Bonhams und Christie’s versteigert.

## Handkolorierte Lithografien von Frederick Fiebig, ca. 1851

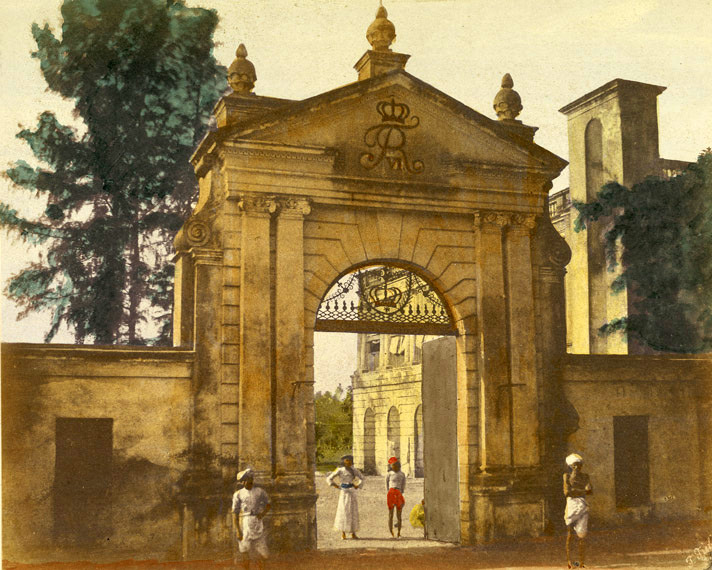
Eingang zu Serampore am Hugli Fluss bei Kalkutta
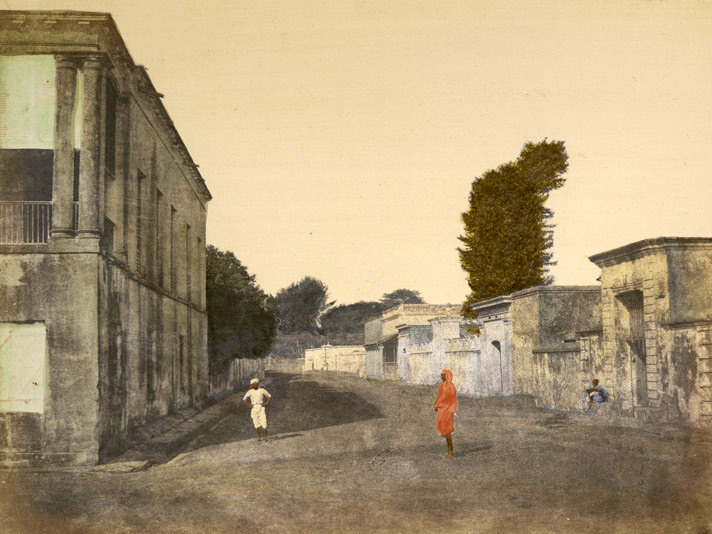
Straße in Chandernagore, Französisch-Indien
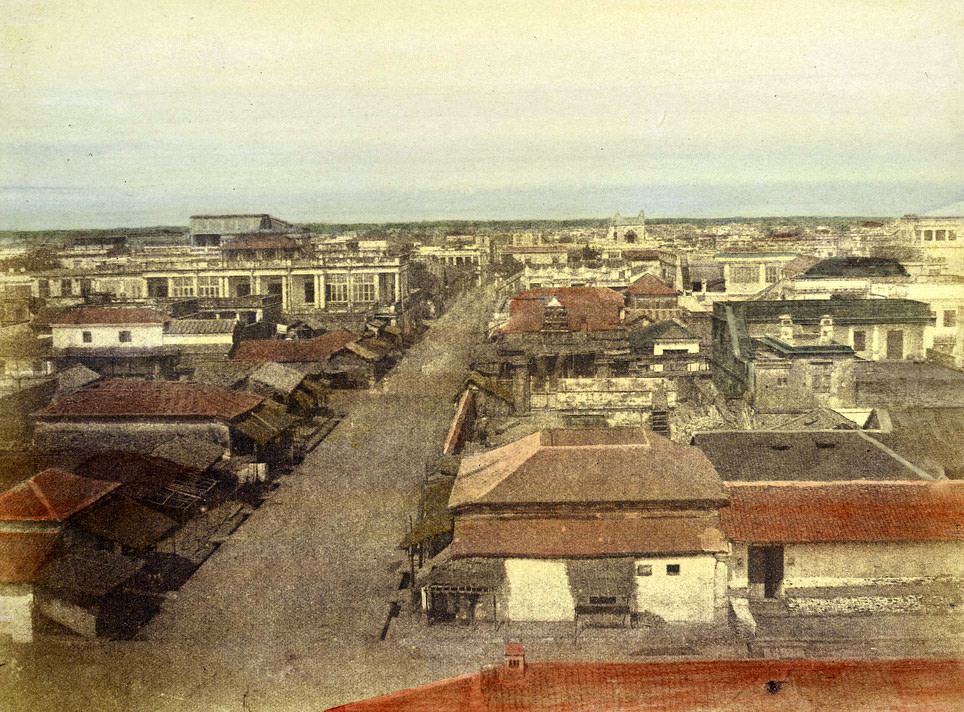
Photograph of Black Town in Madras
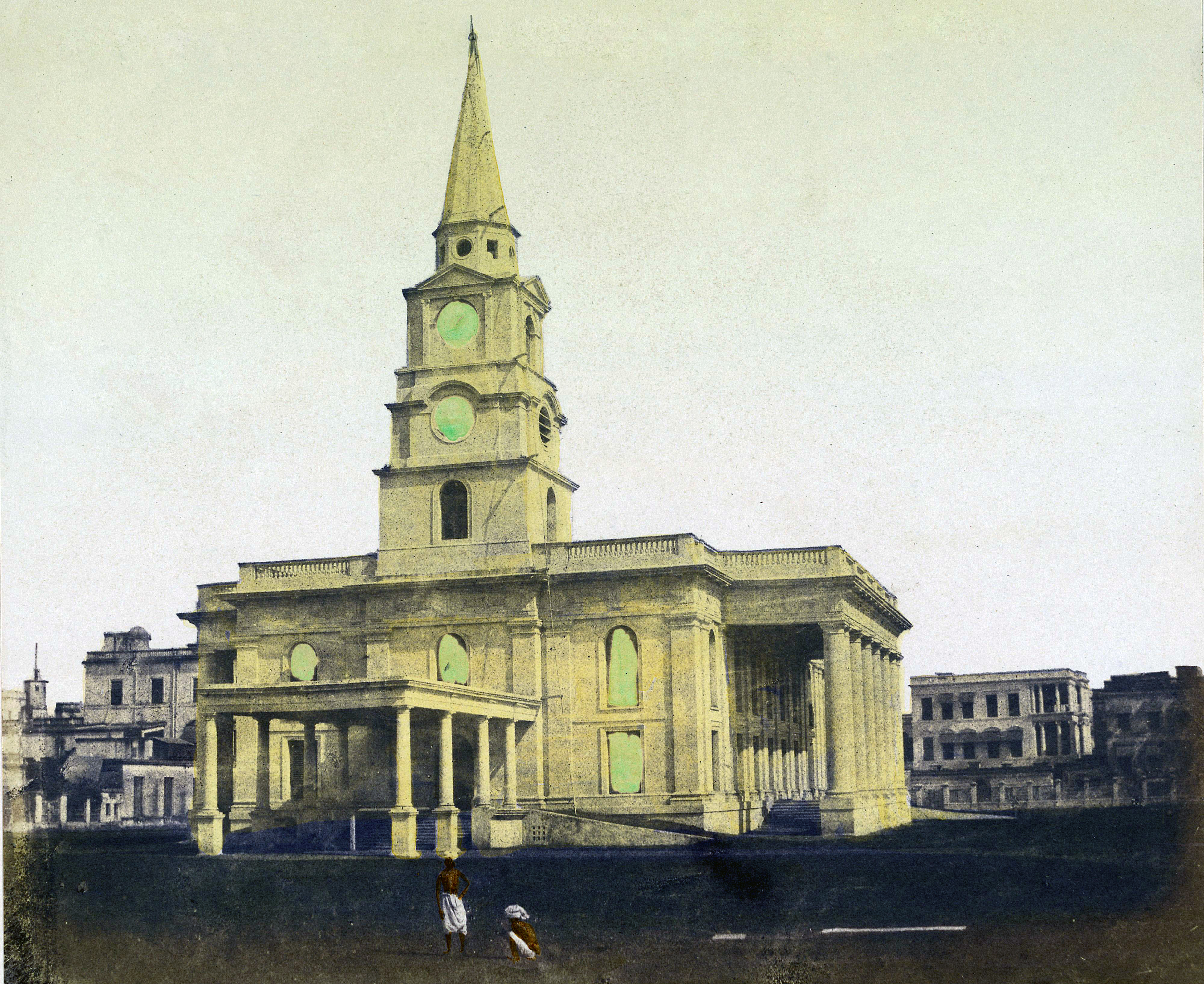
St John’s Cathedral, Kalkutta